# Équipe cycliste Domo-Farm Frites
L'équipe Domo-Farm Frites est une ancienne équipe belge de cyclisme sur route, ayant existé durant les saisons 2001 et 2002 et dirigée par Patrick Lefevere.
Elle réalisa notamment un triplé sur Paris-Roubaix en 2001, avec Servais Knaven, Johan Museeuw et Romāns Vainšteins.

## Histoire de l'équipe
L'équipe Domo-Farm Frites est créée fin 2000 sur les cendres de l'équipe TVM/Farm Frites. Elle inclut également la partie belge de la Mapei, dont son patron, Patrick Lefevere, et plusieurs coureurs dont Johan Museeuw. Elle sera spécialiste des classiques flandriennes, avec deux succès à Paris-Roubaix, en 2001 avec Knaven, en 2002 avec Museeuw. En juillet 2001, Lefévère recrute Richard Virenque, qui va remporter Paris-Tours cette même année, et la victoire au sommet du Mont Ventoux sur le Tour de France 2002. Fin 2002, Farm Frites annonce qu'elle ne renouvellera pas son partenariat. L'équipe est dissoute, une partie se dirigeant vers la Lotto, dont le sponsor Domo et Axel Merckx, l'autre partie fusionnant avec les restes de la Mapei qui vient elle aussi de se retirer, pour former la Quick Step.

## Palmarès et statistiques

### Principales victoires

#### Classiques
L'équipe remporte entre 2001 et 2002 4 classiques majeures du calendrier.
- Paris-Roubaix : 2001 (Servais Knaven) et 2002 (Johan Museeuw)
- Paris-Tours : 2001 (Richard Virenque)
- HEW Cyclassics : 2002 (Johan Museeuw)

#### Grands tours
L'équipe compte 4 participations dans les grands tours entre 2001 et 2002, avec les résultats suivants :
| - Tour de France - 2 participations (2001, 2002) - 1 victoire d'étape : - 1 en 2002 : Richard Virenque - Victoire finale : 0 - Autres classements : 0 | - Tour d'Espagne - 2 participations (2001, 2002) - 1 victoire d'étape : - 1 en 2001 : Tomáš Konečný - Victoire finale : 0 - Autres classements : 0 |

#### Championnats nationaux
- Championnats de Belgique (1) :
  - Contre-la-montre : 2001 (Leif Hoste)
- Championnats des États-Unis (1) :
  - Course en ligne : 2001 (Fred Rodriguez)

### Classements UCI
De 2001 à 2002, l'équipe est classée parmi les Groupes Sportifs I, la première catégorie des équipes cyclistes professionnelles.

## Résultats et Effectifs par saison
| Coureur             | Date de naissance | Nationalité        | Saisons      | Équipe précédente | Équipe suivante      |
| ------------------- | ----------------- | ------------------ | ------------ | ----------------- | -------------------- |
| Jeroen Blijlevens   | 29.12.1971        | Pays-Bas           | 2002         | Lotto             | Bankgiroloterij      |
| Dave Bruylandts     | 12.07.1976        | Belgique           | 2001-2002    | Farm Frites       | Marlux               |
| Enrico Cassani      | 15.02.1972        | Italie             | 2001-2002    | Polti             | Alessio              |
| Wilfried Cretskens  | 10.07.1976        | Belgique           | 2001-2002    | Vlaanderen 2002   | Quick Step-Davitamon |
| Mario De Clercq     | 05.03.1966        | Belgique           | 2001-03/2002 | Farm Frites       | Palmans              |
| Steve De Wolf       | 31.08.1975        | Belgique           | 2001-2002    | Cofidis           | Palmans              |
| Leif Hoste          | 17.07.1977        | Belgique           | 2001-2002    | Mapei             | Lotto-Domo           |
| Andrey Kashechkin   | 21.03.1980        | Kazakhstan         | 2001-2002    | -                 | Quick Step-Davitamon |
| Steven Kleynen      | 22.12.1977        | Belgique           | 2001-2002    | Farm Frites       | Vlaanderen           |
| Servais Knaven      | 06.03.1971        | Pays-Bas           | 2001-2002    | Farm Frites       | Quick Step-Davitamon |
| Jans Koerts         | 24.08.1969        | Pays-Bas           | 2002         | Mercury           | Bankgiroloterij      |
| Tomáš Konečný       | 11.10.1973        | République tchèque | 2001-2002    | Wütenrot-ZVVZ     | Ed System ZVVZ       |
| Glenn Magnusson     | 05.07.1969        | Suède              | 2001         | Farm Frites       | -                    |
| Robbie McEwen       | 24.06.1972        | Australie          | 2001         | Farm Frites       | Lotto                |
| Axel Merckx         | 08.08.1972        | Belgique           | 2001-2002    | Mapei             | Lotto-Domo           |
| Marco Milesi        | 30.01.1970        | Italie             | 2001-2002    | Vini Caldirola    | Vini Caldirola       |
| Koos Moerenhout     | 05.11.1973        | Pays-Bas           | 2001-2002    | Farm Frites       | Lotto-Domo           |
| Johan Museeuw       | 13.10.1965        | Belgique           | 2001-2002    | Mapei             | Quick Step-Davitamon |
| David Orvalho       | 21.03.1980        | Pays-Bas           | 2001         | -                 | -                    |
| Wilfried Peeters    | 10.07.1964        | Belgique           | 2001         | Mapei             | retraite             |
| Fred Rodriguez      | 03.09.1973        | États-Unis         | 2001-2002    | Mapei             | Vini Caldirola       |
| Bram Tankink        | 03.12.1978        | Pays-Bas           | 2001-2002    | -                 | Quick Step-Davitamon |
| Frank Vandenbroucke | 06.11.1974        | Belgique           | 2002         | Lampre            | Quick Step-Davitamon |
| Romāns Vainšteins   | 03.03.1973        | Lettonie           | 2001-2002    | Vini Caldirola    | Vini Caldirola       |
| Léon van Bon        | 28.01.1972        | Pays-Bas           | 2002         | Mercury           | Lotto-Domo           |
| Jurgen Van Goolen   | 28.11.1980        | Belgique           | 2002         | -                 | Quick Step-Davitamon |
| Max van Heeswijk    | 02.03.1973        | Pays-Bas           | 2001-2002    | Mapei             | US Postal            |
| Karel Vereecke      | 05.04.1976        | Belgique           | 2001         | Vlaanderen 2002   | -                    |
| Sven Vanthourenhout | 14.01.1981        | Belgique           | 2001-2002    | -                 | Quick Step-Davitamon |
| Richard Virenque    | 19.11.1969        | France             | 08/2001-2002 | Polti             | Quick Step-Davitamon |
| Piotr Wadecki       | 11.02.1973        | Pologne            | 2001-2002    | Mroz              | Quick Step-Davitamon |

Stagiaires
| Stagiaires         | Date de naissance | Nationalité | Période  | Équipe suivante                   |
| ------------------ | ----------------- | ----------- | -------- | --------------------------------- |
| Dmitriy Muravyev   | 02.11.1979        | Kazakhstan  | Fin 2001 | Mapei - QuickStep - Latexco (GS3) |
| Gert Steegmans     | 30.09.1980        | Belgique    | Fin 2001 | -                                 |
| Nick Nuyens        | 05.05.1980        | Belgique    | Fin 2002 | Quick Step-Davitamon              |
| Sébastien Rosseler | 15.07.1981        | Belgique    | Fin 2002 | QuickStep - Davitamon - Latexco   |
| Johan Vansummeren  | 04.02.1981        | Belgique    | Fin 2002 | QuickStep - Davitamon - Latexco   |

## Palmarès

### 2002
| Date       | Course                                   | Pays      | Classe           | Vainqueur |
| ---------- | ---------------------------------------- | --------- | ---------------- | --------- |
| 9 mars     | 2e étape des Deux jours des Éperons d'or | Belgique  | Johan Museeuw    |           |
| 14 avril   | Paris-Roubaix                            | France    | Johan Museeuw    |           |
| 9 mai      | Grand Prix de Wallonie                   | Belgique  | Dave Bruylandts  |           |
| 22 juin    | 4e étape du Tour de Suisse               | Suisse    | Léon van Bon     |           |
| 23 juin    | 2e étape de la Route du Sud              | France    | Max van Heeswijk |           |
| 25 juin    | 4e étape de la Route du Sud              | France    | Dave Bruylandts  |           |
| 21 juillet | 14e étape du Tour de France              | France    | Richard Virenque |           |
| 31 juillet | 3e étape du Tour de la Région wallonne   | Belgique  | Johan Museeuw    |           |
| 4 août     | HEW Cyclassics                           | Allemagne | Johan Museeuw    |           |